# Ana Isabel Gómez Córdoba
Ana Isabel Gómez Córdoba (Bogotá, siglo XX) es médica y cirujana, abogada, académica y científica colombiana. 
Es egresada de la Escuela de Medicina de la Universidad del Rosario en 1989, con especializaciones en pediatría, gerencia de salud pública y derecho médico-sanitario de la misma universidad, magíster en Bioética de la Escuela Colombiana de Medicina - Universidad El Bosque y doctora en Ciencias Jurídicas de la Pontificia Universidad Javeriana, con grado summa cum laude y orden al mérito javeriano. Es profesora titular de carrera y rectora de la Universidad del Rosario. 
Durante su destacada trayectoria, se desempeñó como líder en diversos roles en la Facultad de Jurisprudencia y en la Escuela de Medicina y Ciencias de la Salud de su alma mater. Fue jefe del departamento de Ciencias Clínicas, directora del programa de Medicina, de la especialización en Derecho Médico-Sanitario, la maestría en Bioética y Bioderecho, y en dos ocasiones vicedecana; liderando procesos de innovación curricular, acreditación institucional y creación de nuevos programas académicos.
Su experiencia en gestión universitaria y su compromiso con la calidad educativa la posicionaron como una figura clave en este ámbito, ello, gracias a su liderazgo, el cual fue fundamental en la transformación curricular y en la consolidación de alianzas estratégicas con el sector salud.
Ana Isabel Gómez Córdoba jugó un papel fundamental en la modernización de los sistemas de salud en Colombia. Lideró el diseño e implementación de procesos de atención en la Caja de Compensación Familiar Colsubsidio, incluyendo el desarrollo del primer sistema de historia clínica electrónica en Colombia. 
También, ejerció como gerente de la Clínica Misael Pastrana Borrero, demostrando su capacidad para dirigir instituciones de salud, e hizo parte de juntas directivas de importantes organizaciones como la Junta de Acreditación de Alta Calidad de Hospitales de Instituto Colombiano de Normas Técnicas y Certificación - ICONTEC, así como de la Asociación Nacional de Bioética. 
En 2024, fue designada como la primera mujer rectora en la historia de la Universidad del Rosario, institución de educación superior fundada en 1653 en Colombia.

## Familia
Ana Isabel Gómez Córdoba pertenece a una familia originaria de Antioquia.
Es hija del abogado penalista, catedrático y exmagistrado de la Corte Suprema de Justicia, Gustavo Gómez Velásquez, quien sobrevivió a la Toma del Palacio de Justicia en 1985, gracias a un viaje familiar que coincidió con el suceso.
Su hermano es el periodista, columnista y escritor colombiano Gustavo Gómez Córdoba.